# اچ‌ام‌اس آرگو (۱۷۵۸)
اچ‌ام‌اس آرگو (۱۷۵۸) (به انگلیسی: HMS Argo (1758)) یک کشتی بود که طول آن ۱۱۸ فوت ۵٫۷۵ اینچ (۳۶٫۱ متر) بود. این کشتی در سال ۱۷۵۸ ساخته شد.